# Reprezentacja Bułgarii U-19 w piłce nożnej mężczyzn
Reprezentacja Bułgarii U-19 w piłce nożnej – juniorska reprezentacja Bułgarii, sterowana przez Bułgarski Związek Piłki Nożnej. Jest powoływana przez selekcjonera, w niej występować mogą wyłącznie zawodnicy, którzy w momencie przeprowadzania imprezy docelowej (finałów Mistrzostw Europy) nie przekroczyli 19 roku życia.